# Zecchino d'Oro 1983
Il ventiseiesimo Zecchino d'Oro si è svolto a Bologna dal 24 al 26 novembre 1983. È stato presentato da Cino Tortorella.
Agata Leanza nel 2013 ha partecipato alle blind auditions di The Voice of Italy.

## Brani in gara
- Arirang (아리랑) ( Corea del Sud) (Testo italiano: Luciano Beretta, Albano Bertoni) - Hong I-Jin (4 anni) e Hong I-Kyung (6 anni e ½)
- Attacca al chiodo quel fucile! (Testo: Carlo Ermanno Trapani/Musica: Augusto e Giordano Bruno Martelli) - Gian Luca Buonsignore (5 anni)
- Caterina, Caterina (Maestra Isleña) ( Argentina) - Laura Gumy (5 anni e ½)
- E dopo dormirò (Testo: Luciano Sterpellone/Musica: Mario Pagano) - Valentina Ambrosio (4 anni e ½), Nicoletta Cataldo (6 anni) e Anita Panella (6 anni)
- Evviva la domenica! (Testo: Mara Maretti Soldi/Musica: Nicola Aprile) - Carmen De Rosas (6 anni) e Vito Simone (5 anni)
- Evviva noi (Ah, ce bucurie) ( Romania) (Testo italiano: Luciano Beretta, Albano Bertoni) - Elisa Gamberini (8 anni)
- Il valzer della polenta (Testo: Mara Maretti Soldi/Musica: Nicola Aprile) - Agata Leanza (5 anni)
- Oh che bella balla (Βάι τσιβι τσέλλο) (Testo: Alberto Testa/Musica: Giordano Bruno Martelli)   ( Cipro) - Salome Hadji Neophytou (6 anni e ½)
- Piccolo uomo nero (Testo: Mara Maretti Soldi/Musica: Corrado Castellari) - Stefania Carlini (7 anni) e Christian Palmieri (6 anni)
- Sole pioggia (Kiša pada, trava raste) ( Jugoslavia) (Testo: Alberto Testa/Musica: Giordano Bruno Martelli) - Dina Kostić (6 anni e ½)
- Tango, mago Tango (Testo: Mita Medici/Musica: Loredana Sabbi, Mario Pagano) - Diana Platania (7 anni e ½)
- Tinghelinghelin (Tingelingeling, mein Banjo singt) ( Germania) (Testo italiano: Alessandra Valeri Manera) - Simona Kliche (6 anni) e Christina Pollack